# Rothmannia attopevensis
Rothmannia attopevensis là một loài thực vật có hoa trong họ Thiến thảo. Loài này được (Pit.) Bremek. miêu tả khoa học đầu tiên năm 1957.